# Cerepîn, Pustomîtî
Cerepîn (în ucraineană Черепин) este un sat în comuna Davîdiv din raionul Pustomîtî, regiunea Liov, Ucraina.

## Demografie
Componența lingvistică a localității Cerepîn
     Ucraineană (100%)
Conform recensământului din 2001, toată populația localității Cerepîn era vorbitoare de ucraineană (100%).